# Жабя-Воля (Білобжезький повіт)
Жабя-Воля (пол. Żabia Wola) — село в Польщі, у гміні Стара Блотниця Білобжезького повіту Мазовецького воєводства.
Населення — 98 осіб (2011).
У 1975-1998 роках село належало до Радомського воєводства.

## Демографія
Демографічна структура станом на 31 березня 2011 року:
|          | Загалом | Допрацездатний вік | Працездатний вік | Постпрацездатний вік |
| -------- | ------- | ------------------ | ---------------- | -------------------- |
| Чоловіки | 57      | 16                 | 35               | 6                    |
| Жінки    | 41      | 7                  | 20               | 14                   |
| Разом    | 98      | 23                 | 55               | 20                   |